# 杜爾縣 (內布拉斯加州)
杜爾縣（英語：Deuel County）是美國內布拉斯加州西部的一個縣，南鄰科羅拉多州。面積1,142平方公里。根据美國2000年人口普查，共有人口2,098人。縣治查珀爾（Chappell）。
成立於1886年11月6日，縣政府成立於1889年1月21日。縣名紀念道格拉斯縣財政廳長亨利·波特·杜爾。